# مهيار مونشيبور
مهيار مونشيبور (بالفرنسية: Mahyar Monshipour)‏ مواليد 21 مارس 1975 في إيران، هو ملاكم فرنسي يصنف ضمن فئة وزن الديك.

## إحصائيات
خاض خلال مسيرته 33 نزالا، فاز في 28 وتعادل في 2 وخسر في 3. فاز بالضربة القاضية في 19 نزالا.

## وصلات خارجية
- مهيار مونشيبور على موقع IMDb (الإنجليزية)
- مهيار مونشيبور على موقع ميوزك برينز (الإنجليزية)
- مهيار مونشيبور على موقع بوكس ريك (الإنجليزية) (registration required)
- الموقع الرسمي